# 석류나무속
석류나무속(石榴─屬, Punica)은 2종으로 이루어진 식물의 속이다. 예전에는 독립적인 석류나무과(Punicaceae)로 분류했으나, 최근의 계통 연구 결과, APG 분류 체계에서는 부처꽃과의 한 속으로 취급하고 있다.
서아시아 지방을 중심으로 하여 발칸반도에서 히말라야에 이르기까지 분포하고 있으며, 한국에는 석류나무 1종만이 있다. 잎은 작은 타원형으로 마주나며, 잎겨드랑이에 생기는 작은 가지는 종종 가시로 변화된다. 꽃은 초여름에 피는데, 각각의 꽃은 5-7 갈래로 나뉜 살이 두터운 꽃받침통을 가지고 있다. 또한, 5-7개의 꽃잎과 많은 수의 수술을 가지고 있으며, 암술은 꽃받침통의 밑부분과 합쳐져 있다. 열매는 꽃받침통이 씨방에 붙은 채 비후된 것으로서 익으면 벌어진다. 씨방은 몇 개의 방으로 나뉘어 있는데, 각 방에는 수많은 씨가 생긴다. 특히, 꽃받침통이 비후된 씨의 표면(헛종피)은 반투명하고 즙액이 많아 널리 식용되고 있다.